# Réciprocité de Frobenius
 (décembre 2015).
Si vous disposez d'ouvrages ou d'articles de référence ou si vous connaissez des sites web de qualité traitant du thème abordé ici, merci de compléter l'article en donnant les références utiles à sa vérifiabilité et en les liant à la section « Notes et références ».

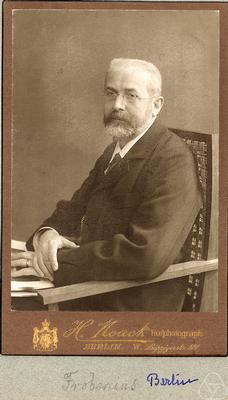
Ferdinand Georg Frobenius, fondateur de la théorie des caractères.

En mathématiques, et plus précisément dans le cadre de la théorie des représentations d'un groupe fini, la formule de réciprocité de Frobenius est une reformulation, en matière de fonctions centrales, de la situation d'adjonction entre l'induction et la restriction (en) pour les représentations d'un groupe fini et d'un sous-groupe.
Si χ est le caractère d'une représentation d'un groupe fini G, Res(χ) désignera sa restriction au sous-groupe H. De même, si ψ est le caractère d'une représentation de H, on notera Ind(ψ) le caractère de la représentation de G induite par celle de H. Si < | > désigne la forme bilinéaire canonique sur l'espace des fonctions centrales, alors la formule de réciprocité de Frobenius est :
Elle doit son nom à Ferdinand Georg Frobenius, qui l'établit en 1898.

## Énoncé
Soient G un groupe fini et H un sous-groupe de G, et soit K un corps fixé, dont la caractéristique ne divise pas l'ordre de G.
Soient θ une représentation K-linéaire de H, ψ son caractère, Ind(θ) la représentation de G induite par θ et Ind(ψ) son caractère.
Soient d'autre part ρ une représentation K-linéaire de G, χ son caractère, Res(ρ) la restriction de ρ à H et Res(χ) son caractère.
La forme bilinéaire canonique sur l'espace des fonctions centrales est notée < | >H ou < | >G selon le groupe utilisé.

Ces notations permettent d'exprimer la propriété suivante, appelée formule de réciprocité de Frobenius :

## Démonstration
Par définition de la représentation induite,
Leurs dimensions sont donc égales, et a fortiori les images dans K de ces dimensions, qui sont exactement les « produits scalaires » des différents caractères.

## Applications
Dans le cas particulier où K est de caractéristique nulle, la loi de réciprocité de Frobenius possède un intérêt à la fois théorique et pratique :
- de nombreux théorèmes se démontrent, sous cette hypothèse, à l'aide de cette loi, par exemple le critère d'irréductibilité de Mackey en caractéristique nulle ;
- elle est aussi utilisée pour déterminer la décomposition d'une représentation induite en somme directe de représentations irréductibles. En voici un exemple, avec une représentation induite du groupe symétrique S3 :

## Généralisation aux fonctions centrales
La formule qui permet de calculer le caractère induit s'étend linéairement aux fonctions centrales par la définition suivante :
- Soient f une fonction centrale sur H à valeurs dans K et C une transversale à gauche de H dans G, alors la fonction IndHG (f ) est définie par :

Cette définition permet de généraliser la formule de réciprocité de Frobenius :
- Soient f une fonction centrale sur H et g une fonction centrale sur G, alors l'égalité suivante est vérifiée :

On peut le vérifier par un calcul explicite, ce qui redémontre en particulier la réciprocité de Frobenius pour les caractères. Une autre méthode, sous l'hypothèse supplémentaire que le polynôme Xe - 1, où e désigne l'exposant de G, est scindé sur K, est d'utiliser qu'alors, les caractères de représentations forment une famille génératrice de l'espace des fonctions centrales.

## Référence
1. ↑  Jean-Pierre Serre, Représentations linéaires des groupes finis [détail des éditions], p. II-8.